# 台北植物園

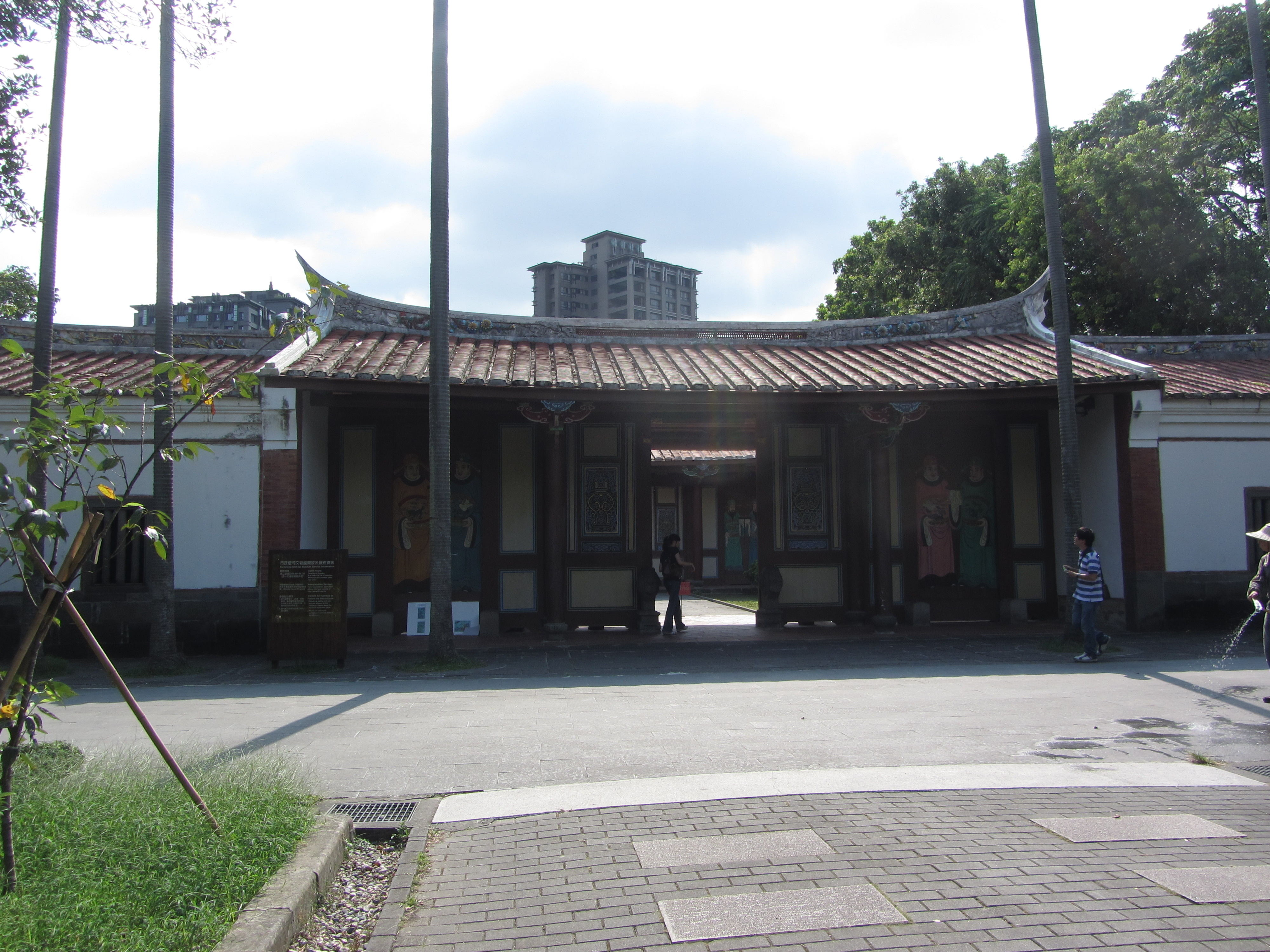
欽差行台

台北植物園 (英語: Taipei Botanical Garden) は台湾台北市内中正区にある植物園。市内ではあるがかつての市壁外にあたり、小南門から南東に位置する。台湾における初の植物園で、園内には2,000種を超える植物が収集されている。清代末期の建築物「欽差行台」が移築されており、これも見所のひとつとなっている。

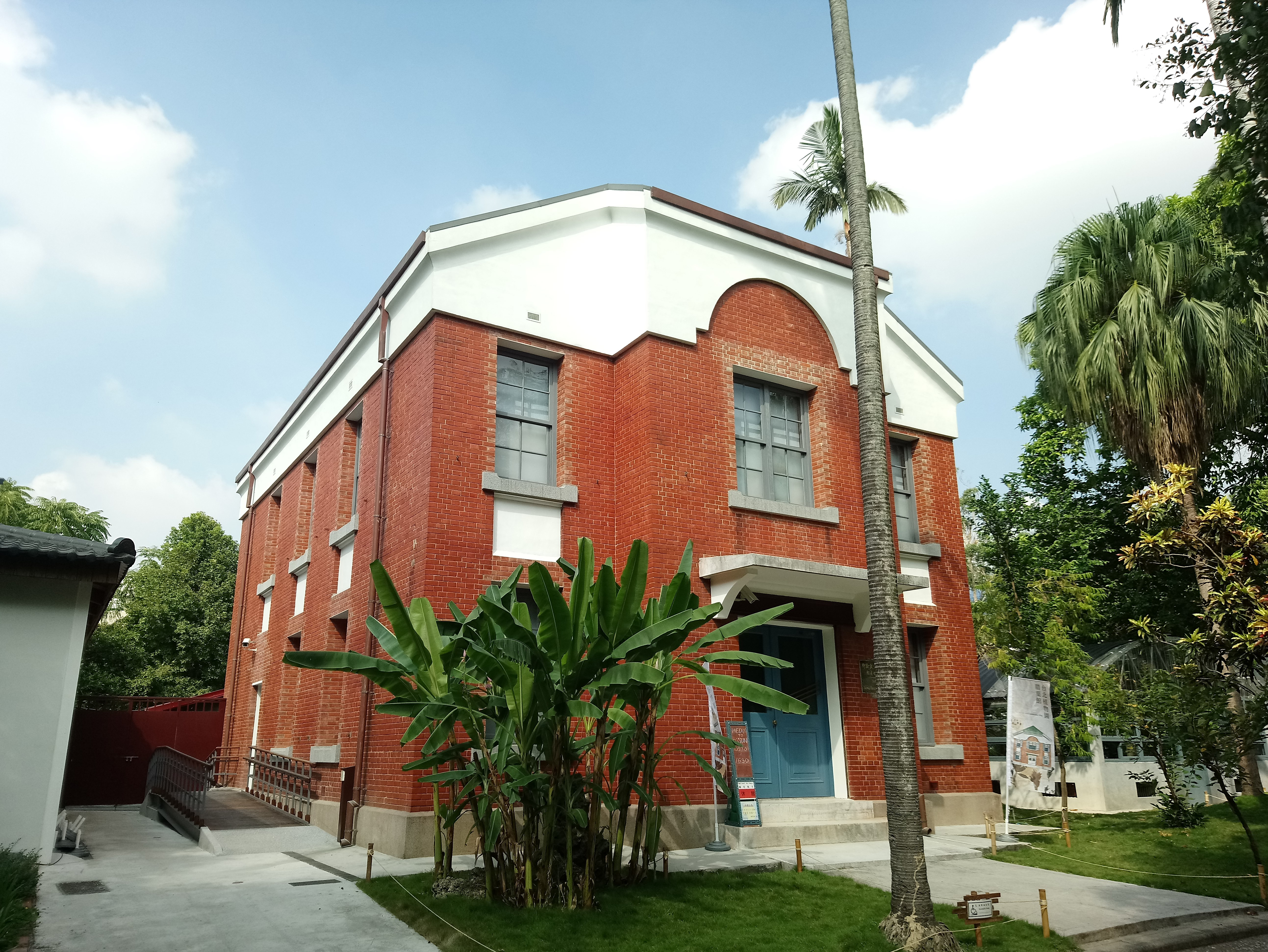
腊葉館

## 歴史
かつてこの辺りは台北湖があり、やがて湖が干上がり陸地になるとB.C.2500年頃に人類が定住するようになったという。
植物園の起源は日本による台湾統治の時代であり、1896年に日本人によって創設された「台北苗圃」が前身とされる。南方への進出を期した日本が食用あるいは薬用といった目的で、台湾以南で採集された植物の種子を収集、研究する拠点として活用された。1911年には「林業試験地」に改称、現行の名称に見られる「台北植物園」と命名されたのは1921年のことであった。2008年より古蹟として認定されている腊葉館（植物標本館、腊葉は押し葉のこと）は、1924年に建設された。腊葉館で収集された標本は現代においても保存されている。同じく古蹟で清代末期の建築物である欽差行台（元々の建築の一部。布政使司衙門。現在は布政使司文物館という展示施設として使用されている）は1931年の台北公会堂（現在の中山堂）建設にともない解体される予定であったが、保存のため1933年に中山堂のある場所よりこの植物園に移築されたという経緯をもつ建物である。台北市区計画に続く1932年の大台北都市計画において大公園のカテゴリで整備を指定された全17箇所うちの第10号公園として、1939年には「台湾総督府林業試験所植物園」とされた。
第二次世界大戦後、植物園は所轄が殖産局林業試験場、中央研究所林業部、総督府林業試験所と変遷する中で研究成果も蓄積されていった。現在は入場無料の観光施設として、また市民の憩いの場としての側面もあわせ持った植物園として健在である。
2016年から2017年9月30日にかけて行われた腊葉館の修復工事が完了するとともに、第二次世界大戦以来ながらく行方不明であった早田文藏の記念碑が再建され、かつて彼の呼びかけで建てられたユルバン・ジャン・フォーリー（早田の研究に影響を与えたフランス人神父）の銅像も復刻された。

## 施設
4つの出入口を持つ約8.2ヘクタールの敷地は、テーマごとに裸子植物区、シダ植物区といった具合にエリア分けされている。歴史節で挙げた腊葉館は2008年に台北市の古蹟として、もうひとつの当初台北市の古蹟「台灣布政使司衙門」として登録されていた物件は2013年に欽差行台として修正登録された。その他、園内には以下のような施設が存在する。
- 温室
- ハス広場
- ハス池

なお、歴史節にあげた早田文藏の記念碑は腊葉館正面歩道を挟んだ柵の奥の水場付近、フォーリー神父の胸像は雙子葉植物區に入ってすぐに設置されている。また、南海路沿いには林業試験所、国立歴史博物館、国立台湾芸術教育館がある。

## アクセス
駐車場が整備されていないため、公共交通機関が推奨されている。地下鉄では小南門駅の3番出口より博愛路を南へすぐ。バスは植物園站、三元街口、建国中学といったバス停が植物園の南側の街路に集中している。